# がんばれギンくん
『がんばれギンくん』は、テクモが1995年に発売したアーケード版パーティーゲームで、2人同時プレイが可能である。

## 概要
規定のノルマを達成するまで16種類あるミニゲームをクリアすることが目的となる。挑戦するゲームは開始前に表示された4種類の中から選択するが、表示さえされれば同じゲームを繰り返し遊ぶことも可能。
ゲームの内容は複数のラウンドに区切られており、ミニゲームを指定されたノルマの回数だけクリアすればそのラウンドを突破できる。難易度は「かんたんコース（ゲキトーTV THE ツライ）」、「ふつうコース（どんまい学園 涙もの）」、「きついコース（緊急出勤!ぶらり旅 スパイもの）」の3段階があり、上級のコースになるほど必要なノルマ達成数およびミニゲームの難易度が上昇する。
当時のアーケードではポリゴンを使った作品が多数出ていたにもかかわらず、本作ではプレイヤーキャラクターを含めゲーム内のほとんどのグラフィックが落書き風の線画で描かれていたり、選択肢によりミニゲームクリア後の（あまりゲームには関係しない）展開が変化したりするなど、本作全編を通じてシュールなセンスで貫かれている。各ミニゲームクリア後はより好成績を出したプレイヤーが次のゲームを選択できる。
ゲームを一つ失敗するとライフが一つ減少し、全てのライフを失うとゲームオーバーになるが、ランダムで「チャンスゲーム」とされたゲームをクリアするとライフが一つ回復する。
本作には点数の概念こそないが特定のゲームで好成績を重ねると、1Pは画面左上、2Pは右上のクレジット投入状態を示す小窓へ、ゲームに応じた「称号」が表示される（例：しかってしかばねなら「しの教官」、ベルギー消防団なら「とばしや」等）。また、ランキング画面は「本日のおだいじん」という題目で存在し、コンティニュー回数の多い順に上位5名のプレイヤーの名前が記録される。
家庭用への移植は行われていないが、テクモの『モンスターファーム』シリーズには本作のキャラクターが「ラクガキ種」として出演を果たしており、一部のミニゲームの演出はその必殺技にも反映されている。

## キャラクター
ギンくん
1P用キャラクター。タイトルデモ画面の紹介文曰く、「よい人」。
『モンスターファーム』シリーズには「ラクガキ」名義で出演している。
ハムくん
2P用キャラクター。タイトルデモ画面の紹介文曰く、「よいカエル」。開発スタッフが声を当てた。
『モンスターファーム』シリーズには未登場。
ガツガツ
ゲームの合間のデモ画面にて、ギンくんやハムくんに絡むキャラクター。ゲーム操作説明の最後に台詞を述べる役（初回のみ）のほか、一部のゲームでは対戦相手や妨害役も務める。タイトルデモ画面の紹介文曰く、「ワルモノ」。
『モンスターファーム』シリーズには「ラクガキツー」名義で出演している。

## ミニゲーム
以下、五十音順。制限時間のカウンターが表示されるものは時、一定数のノルマ達成を求められるものはノ、カウンターの表示がなく1回のみのプレイとなるものは一と、それぞれ括弧内に記す。
赤ちゃん危機一髪（時）
横一列で海へ向かって這っている8人の赤ちゃん達に対し、後ろからガラガラを鳴らして手前へ呼び戻す。海上からはガツガツもガラガラを鳴らし、一部の赤ちゃんの加速を図ってくる。制限時間内に赤ちゃんを一人でも海へ入れてしまうと、母親に殴り飛ばされる。
『モンスターファーム』シリーズにて、ガラガラを鳴らす動作はラクガキ種の必殺技「ガラガラ」と上位技「大ガラガラ」に反映されている。
牛と赤マント（一）
闘牛士の格好で牛の突進をかわす。レバー左右で2ヶ所から位置取りを決め、頭上に「オーレ」の合図が出たらボタンを押してマントを振る。
失敗すると一瞬だけ自分の頭が吹き飛ぶ。
オレとジャンプとメタンガス（一）
走り幅跳びで肥溜めを跳び越える。レバーの回転でパワーを溜め、ボタンで跳ぶ。
カレーの王様（時、ノ）
頭上にカレーの器を乗せた王様の周りを空中浮遊で周回する。上昇にはボタン連打が必要。クリアすると、王様からカレーを分けてもらえる。
周囲を飛び回る鳥に当たると墜落する。
くまちゃんムチの味（時）
玉乗りをしている6頭の熊の中から、ふらついているものをムチで叩いて姿勢を直す。ふらつき始めた熊は叩かれるまで黄色く変色する。
制限時間内に熊を玉から転落させると、これに襲われて食べられる。
ゲッターギン（一）
自分の頭を上空まで打ち上げ、吹き出す息で落下点を制御し、地上で左右に動きながら待つ身体に受け止めさせる。
失敗すると、ラモス瑠偉風のキャラクター・らもが地上に落ちた頭をドリブルで運び去る。
自分の頭を打ち上げる挙動は、『モンスターファーム』シリーズにてラクガキ種の必殺技「ゲッター」及び上位技「ジャンプゲッター」にも見られる。
しかってしかばね（時、ノ）
墓場で踊る12体のゾンビ達の中から、振り付けを間違えているものを見つけて棍棒で殴る。
目標となるゾンビは常に一度に1体のみであり、誤って正しく踊っているものを殴るとこれに食べられる。
大砲でドン（一）
ガツガツと向かい合わせに大砲を構えて待機し、郷ひろみ風のキャラクター・ひろみから「GO」の合図を受けたらボタンの早押しで大砲を撃つ。
合図には「COOL」や「COW」などのフェイントも混じるほか、合図とともに流れる肉声も正解のもの以外は高めの音程となる。
『モンスターファーム』にてラクガキ種の必殺技「大砲」及び上位技「大大砲」として登場する。
だるまさんのふんどし（一）
ふんどし姿の片目のだるまに向かって、「だるまさんのふんどし」の台詞が段階的に表示される間だけボタン連打で前進する、いわゆる「だるまさんが転んだ」風のゲーム。クリアすると、だるまに目を書き入れることができる。
台詞の表示される回数には制限があるほか、その表示速度が不意に速くなる場合もあり、誤って表示完了の状態でボタンを押すと、だるまから怪光線を撃たれて自分がだるまに変身する。
つりばか必死（時）
海上にて魚釣りに挑む。レバーの回転でリールを巻き上げ、抵抗されたらボタン連打で釣り竿を引く。操作の切り替えは画面の指示に従えばよい。
泣いてないよフラメンコ（時、ノ）
頭上から踏みつけてくる巨大なハイヒールの足をミサイルで迎え撃つ。ミサイルは設置から発射まで若干の間があり、発射の前に踏み潰されると無効。踏みつけはヒールとつま先の間に入っても回避できる。
『モンスターファーム』シリーズでは、ラクガキ種の必殺技「ハイヒール」と上位技「ハイハイヒール」にて同様の巨大な足が現れる。
ふとうでしとう（一）
ニワトリ型のバイクで直線道路を走り、指定のラインより先から海へ転落するまでの間に停車を図る、いわゆるチキンレース風のゲーム。
ラインより手前に止まると、女性に殴り飛ばされる。
『モンスターファーム』シリーズでは、ラクガキ種の必殺技「チキン」、「ローリングチキン」でも同様のバイクが見られる。
ベルギー消防団（ノ）
小便小僧に変身して、ガツガツに点火された爆弾の導火線の消火を狙う。変身は何度でも可能だが、ボタン入力から変身までには若干の間があり、変身中は放水（放尿と見ることも可）が一定時間に渡って自動的に行われる。
失敗して爆弾を爆発させると、眼前の水面から飛び出したワニに食べられる。
ユキヤマン（一）
雪だるまを作る熊の集団を避けながら、スキーでゴールまで滑走する。
熊はその場から動かないが、誤ってこれに激突するとゲレンデを転げ落ち、怒って追いかけてきた熊に襲われる。
ラッコさん部隊（時）
多数の鮫が泳ぐ海上にて、近くに浮かぶラッコの子供を数回に渡って息で吹き飛ばし、母ラッコのもとへこれを送って救援を求める。吹き飛ばす距離は変動するゲージをボタンで止めた瞬間の長さで決まり、特に最大値で止めるとその距離が通常以上に長くなる。
ロケットずし（時、ノ）
回転寿司の店内にて、次々と流れてくる寿司から指定のものを取って食べる。目標はその都度入れ替わるほか、それ以外の寿司は全て超ワサビ入りとなっており、誤ってこれを食べると画面中を飛び回ったのち爆発する。
難易度が上がると寿司の速度の上昇に加えて、他の客も店内に増えてプレイヤーの視界を遮る。

## 関連商品
CD
がんばれギンくん/TECMO
1995年12月16日、SCITRONレーベルでポニーキャニオンより発売。